# Interregne del campionat del món d'escacs

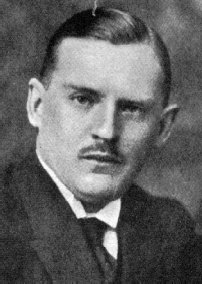
Alexander Alekhine (Foto: 1923) mort el 1946

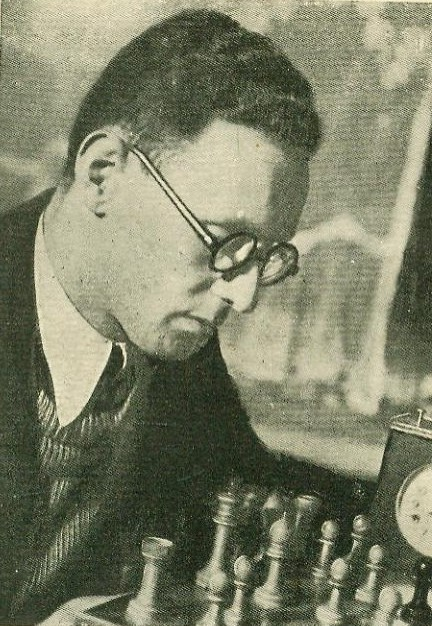
Mikhaïl Botvínnik (Foto: 1933) campió del món el 1948

L'Interregne dels Campions del Món d'Escacs va ser el període comprès entre el 24 de març de 1946 (data de la mort d'Alexandre Alekhine) i el 17 de maig de 1948 (quan Mikhail Botvinnik va guanyar un torneig de campionat especial).

## Història
Quan Alekhine va morir sobtadament el 1946, el títol de campió del món d'escacs va quedar vacant per primera vegada en els seus 60 anys d'història. Des del segle xix, el títol es decidia per matxs entre el campió regnant i un rival, que en guanyar es convertiria en el nou campió. Alekhine va morir en possessió del títol, sense deixar cap mètode obvi perquè un nou jugador el succeís.
La situació era molt confusa, amb molts jugadors i comentaristes respectats oferint diferents solucions, per exemple: Max Euwe s'havia de declarar campió perquè va ser l'últim jugador en guanyar un matx pel campionat; Mikhail Botvinnik hauria de ser declarat campió perquè Alekhine havia acceptat un repte de Botvinnik abans de la seva mort; o Euwe hauria de jugar un matx pel títol contra Botvinnik. La FIDE, la federació internacional d'escacs, va trobar molt difícil organitzar les primeres discussions sobre com resoldre l'interregne perquè els problemes amb els diners i els viatges tan aviat després del final de la Segona Guerra Mundial van impedir que molts països hi enviessin representants, sobretot la Unió Soviètica. L'escassetat d'informació clara va fer que revistes d'altra manera responsables publiquessin rumors i especulacions, la qual cosa només va fer que la situació fos més confusa.
Les discussions de la FIDE van afavorir principalment: un torneig de rondes en què participaren els millors jugadors del món, per determinar qui seria el nou campió del món (la seva primera proposta el juliol de 1946 va nomenar Euwe, Botvinnik, Paul Keres, Vasily Smyslov, Reuben Fine, Samuel Reshevsky i un dels guanyadors dels tornejos de Groningen i Praga que se celebraran més tard el 1946). (La majoria d'ells eren participants al torneig AVRO de 1938). Després, un matx pel títol cada 3 anys després d'això, el desafiant serà seleccionat per una sèrie de tornejos. Però alguns escriptors suggereixen que al congrés de la FIDE de 1947, Euwe va ser declarat Campió del Món en una votació que va tenir lloc just abans de l'arribada dels delegats de la Unió Soviètica, i la Unió Soviètica va donar suport immediatament a la proposta d'un Torneig del Campionat del Món, de manera que Euwe va ser destituït després d'un "regnat" de dues hores com a campió del món. Abans, l'any 1947, Botvinnik havia escrit un article on afirmava la necessitat d'evitar que els campions evitessin els desafiadors més forts i assegurar-se que els arranjaments financers fossin satisfactoris tant per als jugadors com per a qui acollia els esdeveniments; va donar suport a la proposta que el campionat del món vacant l'hagués d'omplir el guanyador d'un torneig de lliga tots contra tots; i va proposar un sistema per seleccionar futurs desafiadors que s'assemblava molt a les propostes de la FIDE de 1946 i al sistema que va funcionar des de 1948 fins a 1963. El torneig proposat era molt similar en concepte al torneig AVRO de 1938, el propòsit del qual havia estat decidir qui havia de desafiar Alekhine pel títol.
El Torneig del Campionat del Món va tenir lloc l'any 1948, la primera meitat a La Haia i la segona a Moscou. Botvinnik va guanyar en fer 14 punts de 20 i obtenir un plus contra cadascun dels altres jugadors; de fet, va aconseguir el primer lloc uns dies abans que acabés l'última ronda el 17 de maig de 1948. Així es va convertir en el nou campió del món i va posar fi a l'interregne. Les competicions pel Campionat del Món d'escacs es realitzarien exclusivament sota els auspicis de la FIDE durant els propers 45 anys.
L'Interregne va ser un període únic en la història dels escacs moderns. Tot i que hi havia llacunes en la cadena de successió del títol quan un nou campió no jugava contra l'antic (p. ex. Anatoly Karpov després de Bobby Fischer), l'Interregne continua sent actualment l'únic període de la història dels escacs moderns en què no hi va haver cap campió del món.

## Campionat femení
Hi va haver un interregne similar al Campionat del món d'escacs femení entre la mort de Vera Menchik el 1944 i quan Liudmila Rudenko va guanyar el campionat el 1950.